# Neudorf im Weinviertel
Neudorf im Weinviertel osztrák mezőváros Alsó-Ausztria Mistelbachi járásában. 2021 januárjában 1390 lakosa volt. 

## Elhelyezkedése

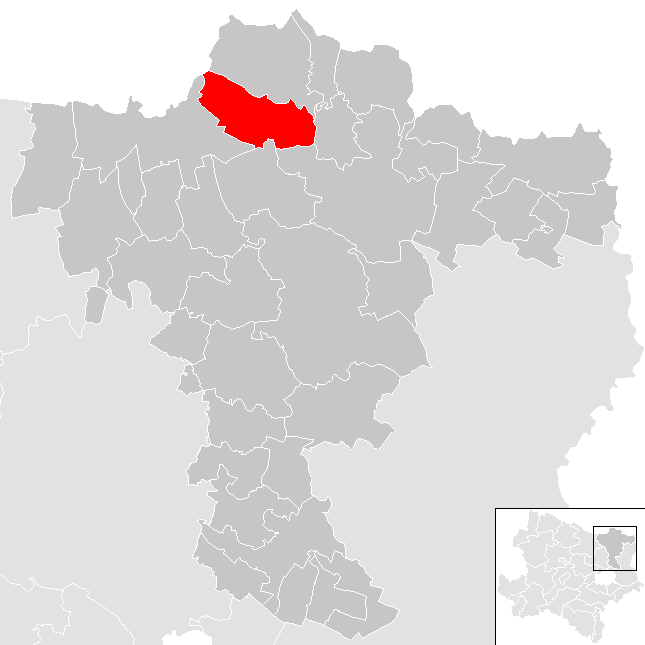
Neudorf im Weinviertel a Mistelbachi járásban

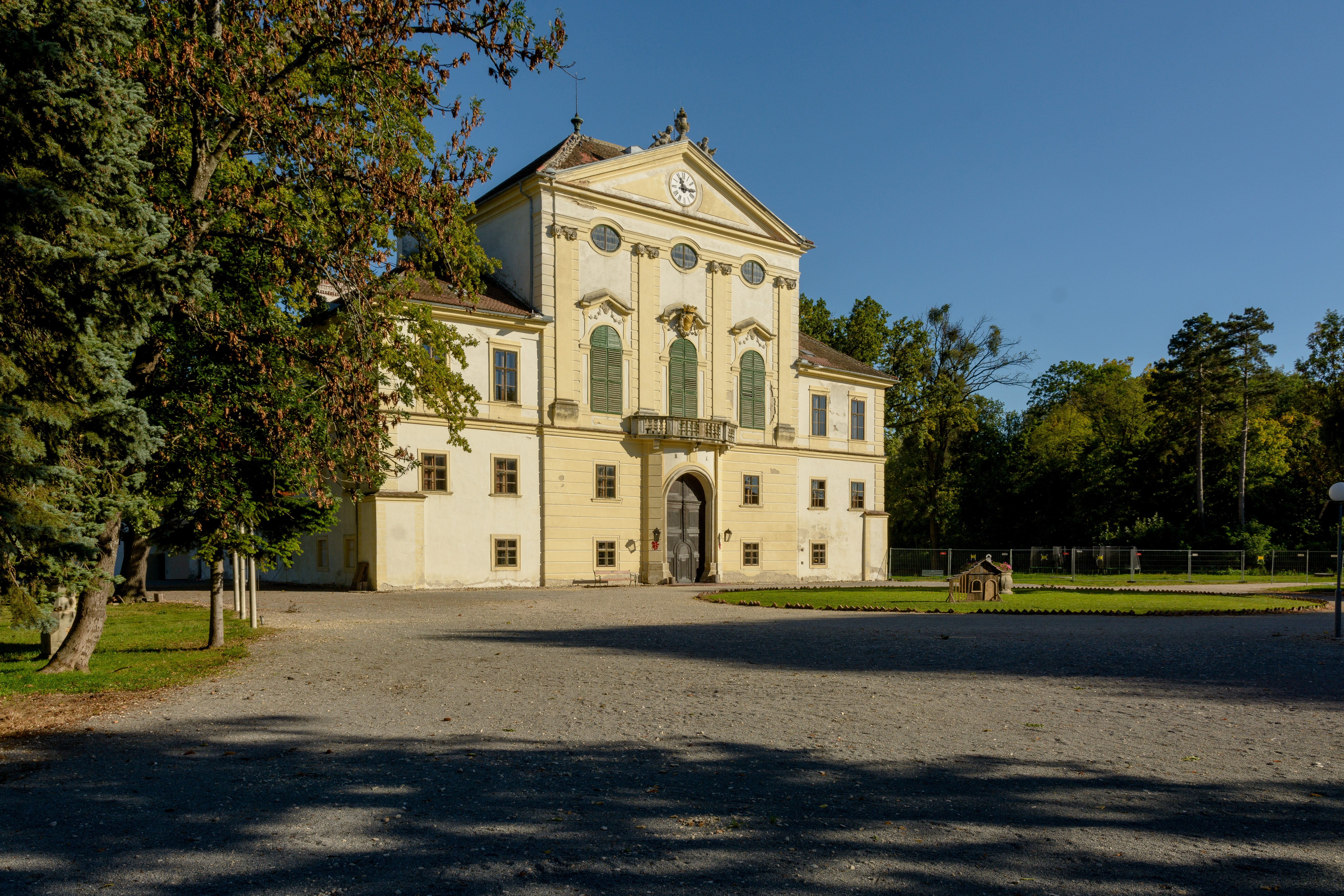
A kirchstetteni kastély

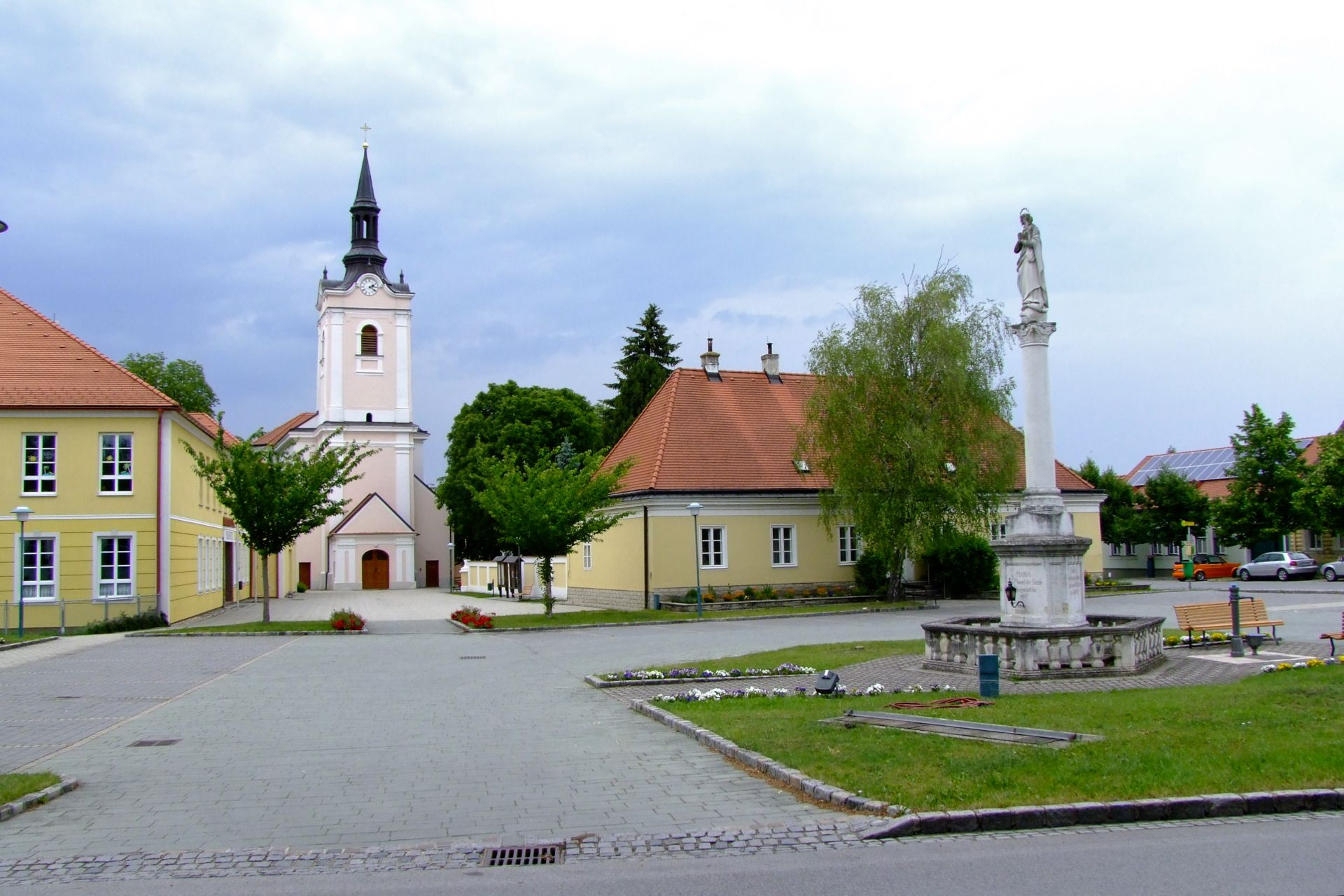
A Szt. Miklós-plébániatemplom

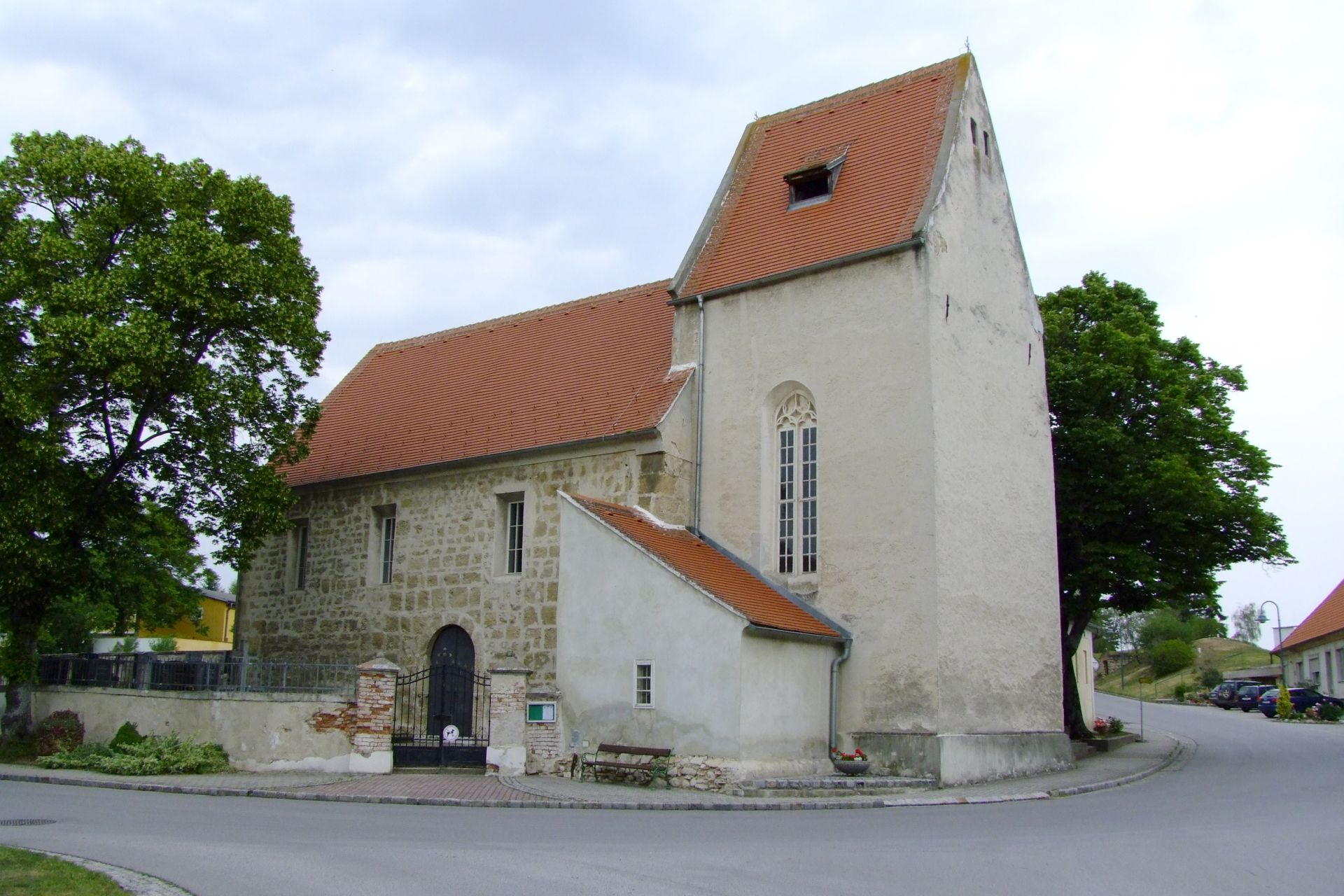
A Szentlélek-templom

Neudorf im Weinviertel a tartomány Weinviertel régiójában fekszik a Weinvierteli-dombságon, a cseh határ mentén. Területének 17,3%-a erdő, 75,9% áll mezőgazdasági művelés alatt. Az önkormányzat 4 települést, illetve településrészt egyesít: Kirchstetten (111 lakos 2021-ben), Neudorf im Weinviertel (1054), Rothenseehof (9) és Zlabern (216).
A környező önkormányzatok: északra Wildendürnbach, keletre Falkenstein, délkeletre Poysdorf, délre Staatz, délnyugatra Laa an der Thaya, északnyugatra Hevlín (Csehország).

## Története
Neudorfot 1240-ben említik először, amikor a staatzi uradalom tulajdonosai, a Maissau-nemzetség itt szerzett földbirtokokat. 1310-ben a rossz időjárás, 1338-ban sáskajárás miatt volt éhínség a faluban. A 15. századi örökösödési háborúskodás és Mátyás magyar király hadjáratai egész falvakat pusztítottak el. Az elnéptelenedett régióba I. Miksa császár gazdasági előjogokkal próbálta visszacsalogatni a lakosságot; Neudorf is ekkor, 1508-ban kapta mezővárosi vásártartó jogait. A harmincéves háború során, 1645-ben a svédek égették fel Neudorfot, majd 1679-ben a pestis vitte a lakosok jelentős hányadát. Bécs 1683-as ostroma után Sobieski János hada erre vonul vissza; a lengyelek élelmiszert rekviráltak, a lakosok pedig a kirchstetteni várba menekültek. A háború utáni újjáépítés elősegítésére I. Lipót császár megduplázta a Neudorf által évente tartható vásárok számát. 
A várat 1729-ben a Suttner-család vásárolta meg és kastéllyá építtette át. 1784-ban Neudorf önálló egyházközséget kapott (korábban a staatzi plébános hatáskörébe tartozott). A napóleoni háborúk során, 1809-ben a francia csapatok nyolc napon át táboroztak és rekviráltak Neudorf és a környező falvak területén. 1866-ban az Ausztriával hadban álló poroszok szállták meg a mezővárost és hozták be a kolerát. 
A második világháború végén, 1945 április 17 és május 8 között heves harcokra került sor. Április 20-án a szovjetek rövid időre megszállták a települést, de két nap múlva a németek kiszorították őket. A polgári lakosságot evakuálták. Zlabern épületeinek nagy része légitámadásokban megrongálódott. A német fegyverletétel után a szovjet katonák több gyilkosságot és nemi erőszakot követtek el. 
1971-ben az addig különálló Neudorf, Kirchstetten és Zlabern egyetrlen önkormányzatban egyesült Neudorf bei Staatz néven. Neve 2019-ben Neudorf im Weinviertel-re módosult. 

## Lakosság
A Neudorf im Weinviertel-i önkormányzat területén 2020 januárjában 1390 fő élt. A lakosságszám 1900-ben érte el csúcspontját 2196 fővel, azóta csökkenő tendenciát mutat. 2018-ban az ittlakók 97,3%-a volt osztrák állampolgár; a külföldiek közül 0,6% a régi (2004 előtti), 1,5 az új EU-tagállamokból érkezett. 2001-ben a lakosok 93,7%-a római katolikusnak, 1,5% evangélikusnak, 3,6% pedig felekezeten kívülinek vallotta magát. Ugyanekkor a legnagyobb nemzetiségi csoportot a németek (97,9%) mellett a csehek alkották 1%-kal. 
A népesség változása:

| 2016 | 1 442 |
| 2018 | 1 430 |

## Látnivalók
- a kirchstetteni kastély
- a neudorfi Szt. Miklós-plébániatemplom
- a zlaberni Padovai Szt. Antal-plébániatemplom
- a kirchstetteni Szentlélek-templom

## Fordítás
- Ez a szócikk részben vagy egészben  a   Neudorf im Weinviertel című német Wikipédia-szócikk ezen változatának fordításán alapul.  Az eredeti cikk szerkesztőit annak laptörténete sorolja fel. Ez a jelzés csupán a megfogalmazás eredetét és a szerzői jogokat jelzi, nem szolgál a cikkben szereplő információk forrásmegjelöléseként.